# Heremietzanger
De heremietzanger (Setophaga occidentalis, synoniem: Dendroica occidentalis) is een zangvogel uit de familie der Parulidae (Amerikaanse zangers).

## Verspreiding en leefgebied
Deze soort komt voor in de westelijke Verenigde Staten en overwintert met name in Mexico.